# Martfűi Sörgyár
A Martfűi Sörgyár 1985-től 2018-ig a Jász-Nagykun-Szolnok megyei Martfű településen működött sörgyár.

## Története
Létesítését a korszak „sörhiányos helyzete” indokolta, építését egy 28 tagból álló gazdasági társaság határozta el: a Mezőhéki Táncsics Termelőszövetkezet gesztorálásával mások mellett a Szolnoki cukorgyár, a Kunság Füszért, 11 további TSZ, ugyanennyi ÁFÉSZ, két állami gazdaság és más tagszervezetek alapították 1981-ben az Első Szövetkezeti Sörgyár Gazdasági Társaságot, mely a gyár építéséhez szükséges 1,8 milliárd forintnyi beruházási összeget biztosította. Az alapítók közt volt az akkor a mezőhéki TSZ vezetőjeként dolgozó dr. Pálffy Dezső agrármérnök, mezőgazdasági szakmérnök is.
A gyár építését 1982-ben kezdték meg, ezt a korabeli sajtó úgy említette, hogy az ország első szövetkezeti sörgyára épül Martfűn. Az átadásra 1985. augusztus 17-én került sor, az avatáson Faluvégi Lajos miniszterhelyettes, az Országos Tervhivatal elnöke adta át a gyár kulcsát. A palackozósort Nyugat-Németországból importálták, a Gold Fassl márkanevű sör licencét pedig az osztrák Ottakringertől vásárolták, amit az akkoriban Magyarországon még újdonságnak számító dobozos kiszerelésben gyártottak, ezen kívül kezdetben a Fátra nevű szlovák sört és a saját fejlesztésű Arany hordót palackozták. A gyár első igazgatója Bajka Zoltán volt. Malátaüzemének próbaüzemelése 1986-ban fejeződött be. Ekkor Magyarországon öt állami és ez az egy szövetkezeti sörgyár működött, termelésük összesen 8,7 millió hektoliter volt évente, amit még ki kellett egészíteni 800 ezer hektoliternyi import sörrel. A martfűi sörgyár 250 ezer hektoliter gyártására volt képes, amit bővítési beruházással még további 100 ezer hektoliterrel lehetett megnövelni, vagyis az ország teljes sörtermelésének csak kevesebb mint 3 százalékát adta Martfű.

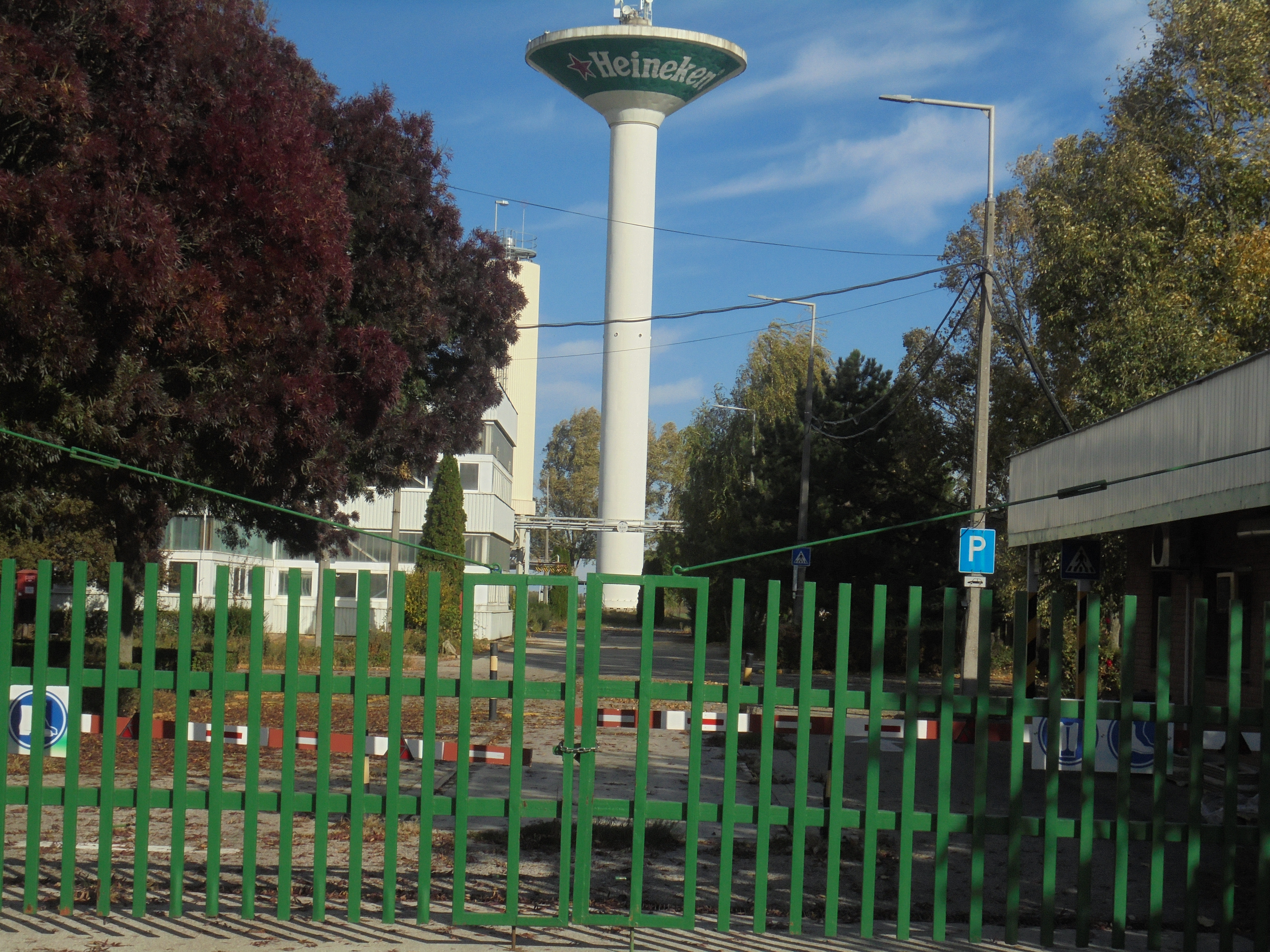
A Martfűi Sörgyár teherbejárata, háttérben a víztorony

1987-re a gazdasági társaság tagjai közti viszony megromlott, különösen az alapító elnök Pálffy Dezsővel szemben. A kor szokásainak megfelelően a párttitkár kezdeményezett vizsgálatot az alapító ellen, amiből később feljelentés és ügyészi vizsgálat lett gazdasági szabálytalanságok miatt. Bár a vádpontok az eljárás során egyre csökkentek, Pálffyt első fokon mégis elmarasztalta a bíróság jelentős vagyoni hátrányt okozó, hűtlen kezelés bűntettében. Ezt a pert a rendszerváltást követően koncepciós eljárásnak nevezték.
A gyár 1988-ban részvénytársasággá alakult. 1989. évi nyeresége közel 50 millió forint volt, azonban a beruházás még nem térült meg, ezért csak 5,1 százalékos osztalékot tudott fizetni a részvényeseknek. A részvénytársasággá alakulás célja az volt, hogy az értékpapírok révén – elsősorban külföldi – tőkét tudjanak bevonni. Végül 1990 őszén a sörgyár értékpapírjait bevezették a Budapesti Értéktőzsdére, majd nem sokkal később a Bécsi tőzsdére is. A gyár termelése ebben az időben már meghaladta az évi 300 ezer hektolitert.
Néhány éven belül külföldi sörgyárak felvásárolták a hazai sörgyárak részvényeit, így a Martfűi Sörgyár 70 százalékát a Brau Union Hungária Sörgyárak Rt. birtokolta, amely a Brau Union osztrák sörgyár magyarországi leányvállalata volt. 1993-ra zárult le a bonyolult tulajdonosváltási procedúra, melynek során a Soproni és Martfűi sörgyárak a Brau Union kezébe kerültek. 1997-ben a Brau Union többségi tulajdonában lévő Első Magyar Szövetkezeti Sörgyár Rt. (EMSZS) közgyűlésén döntöttek arról, hogy a társaság jogilag beolvad a Soproni Sörgyár Rt.-be, vagyis a martfűi gyár elveszíti önállóságát, az EMSZS részvényeit pedig kivezetik a tőzsdéről.
1997-ben a holland Heineken megvásárolta a Brau Union többségi tulajdonát, így a soproni és vele együtt a martfűi gyár is a Heineken tulajdonába került. Ennek ellenére a magyarországi gyárakat birtokló leányvállalat neve csak 2007-ben változott Heineken Hungária Sörgyárak Zrt.-re.
2017-ben Lázár János bojkottot hirdetett a Heineken termékeire, részben a gyár termékein található, a középkori sörfőzők szimbolikáját tartalmazó ötágú vörös csillag miatt, Menczer Erzsébet, a Fidesz volt parlamenti képviselője pedig be is perelte a vállalatot a vörös csillag használata miatt (a pert végül Menczer elveszítette, a vörös csillag használata a sörökön jogszerűnek bizonyult). A gyár dolgozóinak elmondása szerint a martfűi üzem visszafejlesztése már 2012 óta érzékelhető, például az 1985-ben még újdonságként kezelt dobozos sörök töltését is Sopronba telepítették át. A gyárban folyamatosak voltak a leépítések, ám nem sokkal Lázár bojkottjának meghirdetése után a Heineken a martfűi gyártás felszámolásáról döntött, mivel a tervezett cider típusú italok előállítását inkább mégsem Martfűre, hanem más országba telepítik. Ekkor még azt tervezték, hogy a gyár 2018-ban logisztikai központtá alakul. 2018 októberében azonban a Heineken bejelentette, hogy év végére végleg bezárja a Martfűi Sörgyárat.